# نومانیتسا
نومانیتسا (به صربی: Nomanica) یک منطقهٔ مسکونی در صربستان است که در لسکواس واقع شده‌است. نومانیتسا ۳۱۷ نفر جمعیت دارد.